# متلازمة الضغط العالي العصبي
متلازمة الضغط العالي العصبي (High-pressure nervous syndrome اختصاراً HPNS) عبارة مرض عصبي وووظيفي يصيب الغواصين عند الغوص لأعماق دون 150 متر (500 قدم) باستخدام غاز للتنفس مؤلف من الأكسجين والهيليوم (مزيج هيليوكس). إن الآثار الناجمة عن هذه المتلازمة متعلقة بزمن وعمق الغوص. يدعى هذا المرض أيضاً باسم رعاش الهيليوم.
وصفت أعراض رعاش الهيليوم عام 1965 من قبل بيتر بينيت Peter B. Bennett، عالم الفيزيولوجيا في البحرية الملكية البريطانية ومؤسس منظمة شبكة تحذير الغواصين. قبل ذلك وصف العالم السوفيتي G. L. Zal'tsman أعراض رعاش الهيليوم في تجاربه عام 1961، ولكن هذه التقارير لم تصل الغرب إلا عام 1967. إن أول من استخدم لفظ متلازمة الضغط العالي العصبي هو العالم براور Brauer عام 1968 لتوصيف الأعراض المشتركة بين الرعاش والتغيرات في تخطيط أمواج الدماغ والنيمومة والتي عاينها عند استخدام الهيليوم كغاز للتنفس بأعماق دون 362 متر في حجرة الغوص في مرسيليا.

## الأعراض
إن أعراض متلازمة الضغط العالي العصبي هي الرعاش والرمع العضلي Myoclonus والنيمومة Somnolence وحدوث تغيرات في تخطيط أمواج الدماغ. بالإضافة إلى حدوث اضطرابات في الرؤية الغثيان والدوخة انخفاض في النشاط الفكري.

## الأسباب
إن لمتلازمة الضغط العالي العصبي عاملان يلعبان دوراً في حدوثها، أحدهما ناتج عن سرعة انضغاط الغازات والآخر هو من الضغط الكلي المطلق. إن سرعة الانضغاط تحدث عند الغوص إلى أعماق دون 150 متر (500 قدم) بمعدل سرعة يتجاوز عدة أمتار في الدقيقة، خاصة عند استعمال الهيليوم حيث أن له سرعة انتشار عالية. عند ثبات الضغط بعدة عدة ساعات يغيب أثر هذا العامل. أما بالنسبة لعامل الضغط الكلي المطلق فهو يظهر عند أعماق تتجاوز 300 متر (1000 قدم) ويدوم بغض النظر عن الوقت المستغرق عند هذه الأعماق. تتفاوت عرضة الغواصين لهذا المرض من غواص لآخر.

## الوقاية
إنه على الأغلب من غير الممكن الوقاية الكاملة المطلقة من متلازمة الضغط العالي العصبي ولكن هناك وسائل فعّالة يمكن تطبيقها للتخفيف من أعراض هذا المرض.
وجد أن إجراء عدة وقفات لتخفيف الضغط أثناء الصعود إلى سطح الماء تمنع حدوث تراجع كامل في الأداء نتيجة هذا المرض. كما أن استعمال غازات أخرى في مزيج غاز التنفس غير الهيليوم والأكسجين يساعد في التخفيف من أعراض هذا المرض، مثل إضافة النيتروجين إلى المزيج (الحصول على مزيج تريمكس) أو الهيدروجين (الحصول على مزيج هيدريليوكس).

## اقرأ أيضاً
- تخدير الأعماق
- مرض تخفيف الضغط